# ولسوالی مرکز بهسود
مَرکزِ بهسود یکی از ولسوالی‌های ولایت میدان وردک در خاور افغانستان است. جمعیت آن در سال ۱۳۹۹ خورشیدی، ۱۳۴٬۸۵۲ نفر اعلام شده است.

## زراعت
از محصولات عمده این منطقه می‌شود از گندم، جو، کچالو، زردک و مشنگ نام برد. بعد از حکومت طالبان، مردمان این مرز بوم به شدت به سوی ارتقای کیفی زندگی و فرهنگی پیش رفتند. اقتصاد مردم بهسود وابستگی زیادی به خارج از کشور دارد به‌طوری‌که واردات از ولایات نزدیک از جمله کابل زیاد به چشم می‌خورد. از دیرباز مردم منطقه بهسود با کشاورزی روزگار گذراندند.

## گروهای قومی و مذهبی
اکثر مردمان ولسوالی بهسود هزاره اند و شیعه مذهب. علاوه بر شعییان ۱۲ امامی تعداد زیادی از باشندگان بهسود شیعیان اسماعیلی استند. در طول تاریخ اسماعیلیان با تعبیض، تعصب و مشکلات حاد مذهبی رو برو بوده‌اند.

## افراد مشهور
- سلطان‌علی کشتمند
- آخند صافی (اسماعیلی مذهب)
- قیوم خان فرزند آخند صافی
- عزیزالله شفق
- آیت الله واعظ زاده بهسودی
- آیت الله سید محمد سرور واعظ بهسودی حسینی
- آیت الله سید محمد تقی وحیدی
- حسن عارفی
- میر یزدان‌بخش
- فرقه میر فتح محمد خان مشر
- سناتور میر محمد سلام خان
- قربانعلی کارتوسی
- علی هزاره (سینماگر و خبرنگار)
- حسین‌داد امینی
- ابراهیمی بهسودی
- قومندان قدم علی خادم
- حاجی عبدول
- جنرال حیدر بصیر
- تورن جنرال امان‌الله مبین
- حاج کاظم یزدانی
- نیک محمد شاهنوری
- عبدالغنی علی‌پور
- جان آقا محصل والسوال
- الله سید ابوالحسن فاضل
- مهدی حیدری[۱]
- شهید ابراهیم صفا
- ضامن‌علی بهسودی (قاضی)
- نصرالله اکبری (مشهور به رئیس غریب‌داد)
- حاجی رضا نیکزاد (فعال محیط زیست و نویسنده)
- مصطفی هزاره (شاعر)